# Prim-ministrul Uniunii Sovietice
Premierul Uniunii Sovietice sau Președinte al Sovietului Comisarilor Poporului al URSS  (Председатель Совета Народных Комиссаров СССР) (1923-1946) și Președinte al Consiliului de miniștri al URSS (Председатель Совета Министров СССР) (1946-1991), a fost șeful guvernului în Uniunea Sovietică.
Adevărata putere se afla însă în Politburo al Comitetului Central al Partidului Comunist al Uniunii Sovietice. După moartea lui Lenin, poziția principală în Politburo și în țară a fost Secretarul General. Unii lideri sovietici au avut amândouă funcțiile în același timp.
În presa occidentală, Secretarul General al Partidului Comunist era denumit "premier al uniunii Sovietice" indiferent dacă același personaj deținea sau nu funcția de prim-ministru. De exemplu, Leonid Brejnev a fost deseori numit "premier" deși el nu a deținut niciodată această funcție.

## Președinte alSovietului Comisarilor Poporuluial URSS
- Vladimir Ilici Lenin (1923-1924); de asemenea Președinte al Sovietului Comisarilor Poporului al RSSFR (1917-1924)
- Alexei Ivanovici Rîkov (1924-1930)
- Viacheslav Mihailovici Molotov (1930-1941)
- Iosif Vissarionovici Stalin (1941-1946)

## Președinte alConsiliului de miniștri al URSS
- Iosif Vissarionovici Stalin (1946-1953)
- Gheorghi Maksimilianovici Malenkov (1953-1955)
- Nikolai Aleksandrovici Bulganin (1955-1958)
- Nikita Sergheevici Hrușciov (1958-1964)
- Alexei Nikolaevici Kosîghin (1964-1980)
- Nikolai Aleksandrovici Tihonov (1980-1985)
- Nikolai Ivanovici Rîjkov (1985-1991)

## Primul-ministru al URSS
- Valentin Pavlov (14 ianuarie 1991-22 august 1991)
- Ivan Silaev (24 august 1991-26 decembrie 1991)